# Alien Breed II: The Horror Continues
Alien Breed II: The Horror Continues est un jeu vidéo développé par le studio britannique Team17, sorti en 1993 sur l'ordinateur Amiga.
Le jeu fait partie de la série Alien Breed. C'est un jeu d'action en vue dessus jouable à deux joueurs en coopération. L'action se déroule dans un univers de science-fiction horrifique. Le joueur incarne un Space Marine confronté à des créatures extraterrestres hostiles dans les dédales confinés d'une colonie spatiale.

## Accueil
- Tilt : 91 %[1]

## Commercialisation
Alien Breed II est sorti en 1993, à la fois dans une édition Amiga 1200/4000 et une édition Amiga 500/600. Le jeu inclut Apache, une variante de Choplifter créée par David J. Broadhurst, et la démo de Overdrive. Le jeu est également disponible sur la console Amiga CD32, en complément de Tower Assault (1994).